# Samoa vid världsmästerskapen i simsport 2022
Samoa tävlade vid världsmästerskapen i simsport 2022 i Budapest i Ungern mellan den 17 juni och 3 juli 2022. Samoa hade en trupp på två idrottare.

## Simning
Herrar
| Idrottare        | Gren               | Heat    | Heat      | Semifinal        | Semifinal        | Final            | Final            |
| Idrottare        | Gren               | Tid     | Placering | Tid              | Placering        | Tid              | Placering        |
| ---------------- | ------------------ | ------- | --------- | ---------------- | ---------------- | ---------------- | ---------------- |
| Brandon Schuster | 200 meter bröstsim | 2.25,04 | 39        | Gick inte vidare | Gick inte vidare | Gick inte vidare | Gick inte vidare |
| Brandon Schuster | 200 meter medley   | 2.08,95 | 37        | Gick inte vidare | Gick inte vidare | Gick inte vidare | Gick inte vidare |

Damer
| Idrottare   | Gren                | Heat    | Heat      | Semifinal        | Semifinal        | Final            | Final            |
| Idrottare   | Gren                | Tid     | Placering | Tid              | Placering        | Tid              | Placering        |
| ----------- | ------------------- | ------- | --------- | ---------------- | ---------------- | ---------------- | ---------------- |
| Olivia Borg | 50 meter fjärilsim  | 27,43   | 35        | Gick inte vidare | Gick inte vidare | Gick inte vidare | Gick inte vidare |
| Olivia Borg | 100 meter fjärilsim | 1.01,19 | 19        | Gick inte vidare | Gick inte vidare | Gick inte vidare | Gick inte vidare |